# Stadsprijs Geraardsbergen 2008
De 77e editie van de Belgische wielerwedstrijd Stadsprijs Geraardsbergen werd verreden op 28 augustus 2008. De start en finish vonden plaats in Geraardsbergen. De winnaar was Dirk Bellemakers, gevolgd door Koen Barbé en Björn Leukemans.

## Uitslag
| Stadsprijs Geraardsbergen 2008 |                    |                              |        |
| Plaats                         | Naam               | Ploeg                        | Tijd   |
| Winnaar                        | Dirk Bellemakers   | Landbouwkrediet-Tönissteiner | 3u 42" |
| 2                              | Koen Barbé         | Topsport Vlaanderen          | z.t.   |
| 3                              | Björn Leukemans    | geen                         | z.t.   |
| 4                              | Jean-Marc Bideau   | Roubaix-Lille Metropole      | z.t.   |
| 5                              | Bart Vanheule      | Topsport Vlaanderen          | +04"   |
| 6                              | Steven Caethoven   | Agritubel                    | +24"   |
| 7                              | Kristof Goddaert   | Topsport Vlaanderen          | z.t.   |
| 8                              | Michael Reihs      | Team Designa Køkken          | z.t.   |
| 9                              | Niki Østergaard    | Team GLS                     | z.t.   |
| 10                             | Kenny Van Braeckel | Veranda's Willems            | z.t.   |

1912 · 1913 · 1914–1926 · 1927 · 1928–1932 · 1933 · 1934 · 1935 · 1936 · 1937 · 1938 · 1939 · 1940 · 1941 · 1942 · 1943 · 1944 · 1945 · 1946 · 1947 · 1948 · 1949 · 1950 · 1951 · 1952 · 1953 · 1954 · 1955 · 1956 · 1957 · 1958 · 1959 · 1960 · 1961 · 1962 · 1963 · 1964 · 1965 · 1966 · 1967 · 1968 · 1969 · 1970 · 1971 · 1972 · 1973 · 1974 · 1975 · 1976 · 1977 · 1978 · 1979 · 1980 · 1981 · 1982 · 1983 · 1984 · 1985 · 1986 · 1987 · 1988 · 1989 · 1990 · 1991 · 1992 · 1993 · 1994 · 1995 · 1996 · 1997 · 1998 · 1999 · 2000 · 2001 · 2002 · 2003 · 2004 · 2005 · 2006 · 2007 · 2008 · 2009 · 2010 · 2011 · 2012 · 2013 · 2014 · 2015 · 2016 · 2017 · 2018 · 2019 · 2020 · 2021 · 2022